# هریت سنسوم هریس
 هریت سنسوم هاریس (انگلیسی: Harriet Sansom Harris؛ زادهٔ ۸ ژانویهٔ ۱۹۵۵) یک هنرپیشه اهل ایالات متحده آمریکا است. وی از سال ۱۹۷۷ میلادی تاکنون مشغول فعالیت بوده‌است.
از فیلم‌ها یا برنامه‌های تلویزیونی که وی در آن نقش داشته است می‌توان به ممنتو، جولز و پرستار بتی اشاره کرد.